# Литвиново (Андреапольский район)
Литвиново — деревня в Андреапольском районе Тверской области. Входит в Торопацкое сельское поселение.

## География
Расположена примерно в 7 верстах к востоку от села Торопаца на берегу озера Бойно.

## История
В конце XIX - начале XX века на месте деревни находился посёлок разночинцев Литвиново, который входил в Холмский уезд Псковской губернии.